# Ањелини
Ањелини (пољ. Anieliny) је село у Пољској које се налази у војводству Кујавско-Поморском у повјату Накјелском у општини Садки.
Од 1975. до 1998. године ово насеље се налазило у Бидгоском војводству.